# 關大前車站
關大前站（日语：／ Kandaimae eki */?）是位於大阪府吹田市山手町三丁目，屬於阪急電鐵千里線的鐵路車站。車站編號為HK-91。

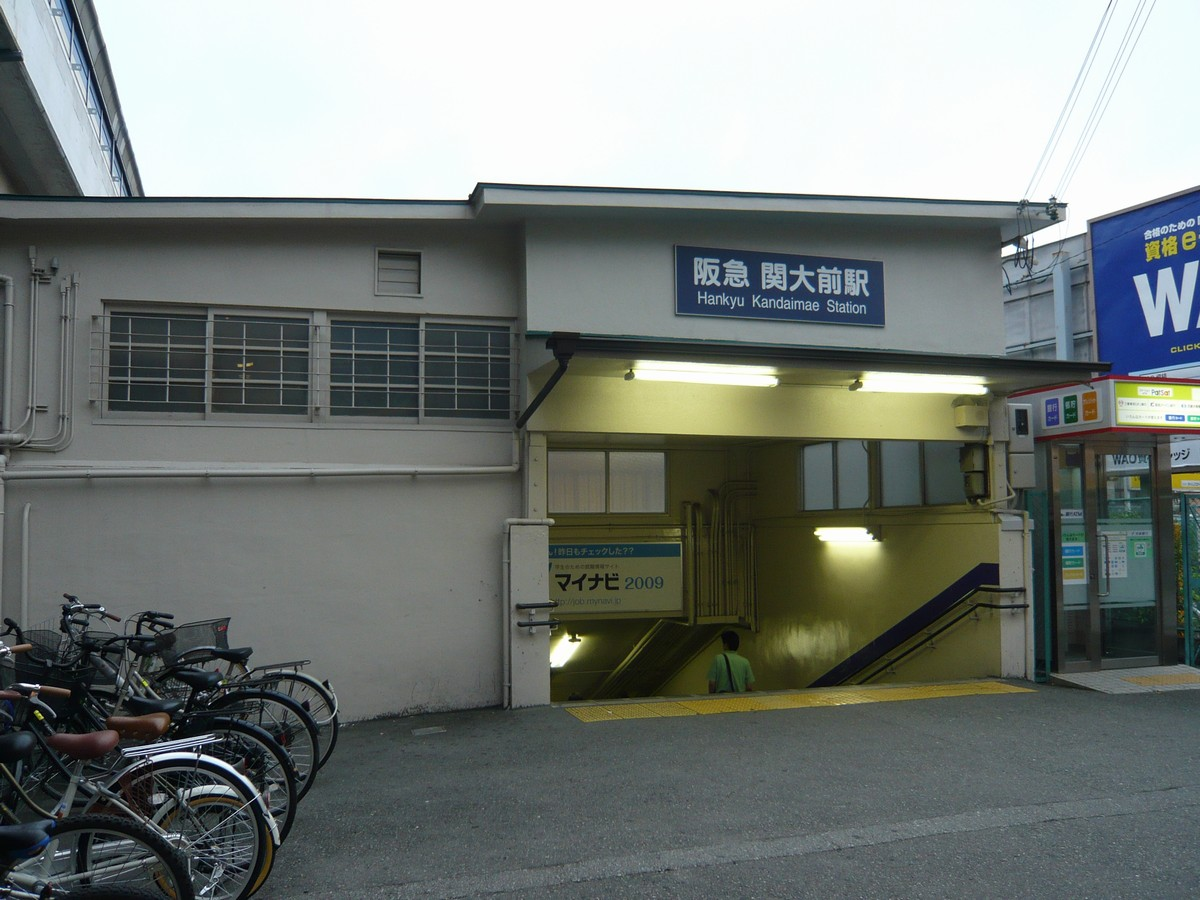
東口(2007年8月)

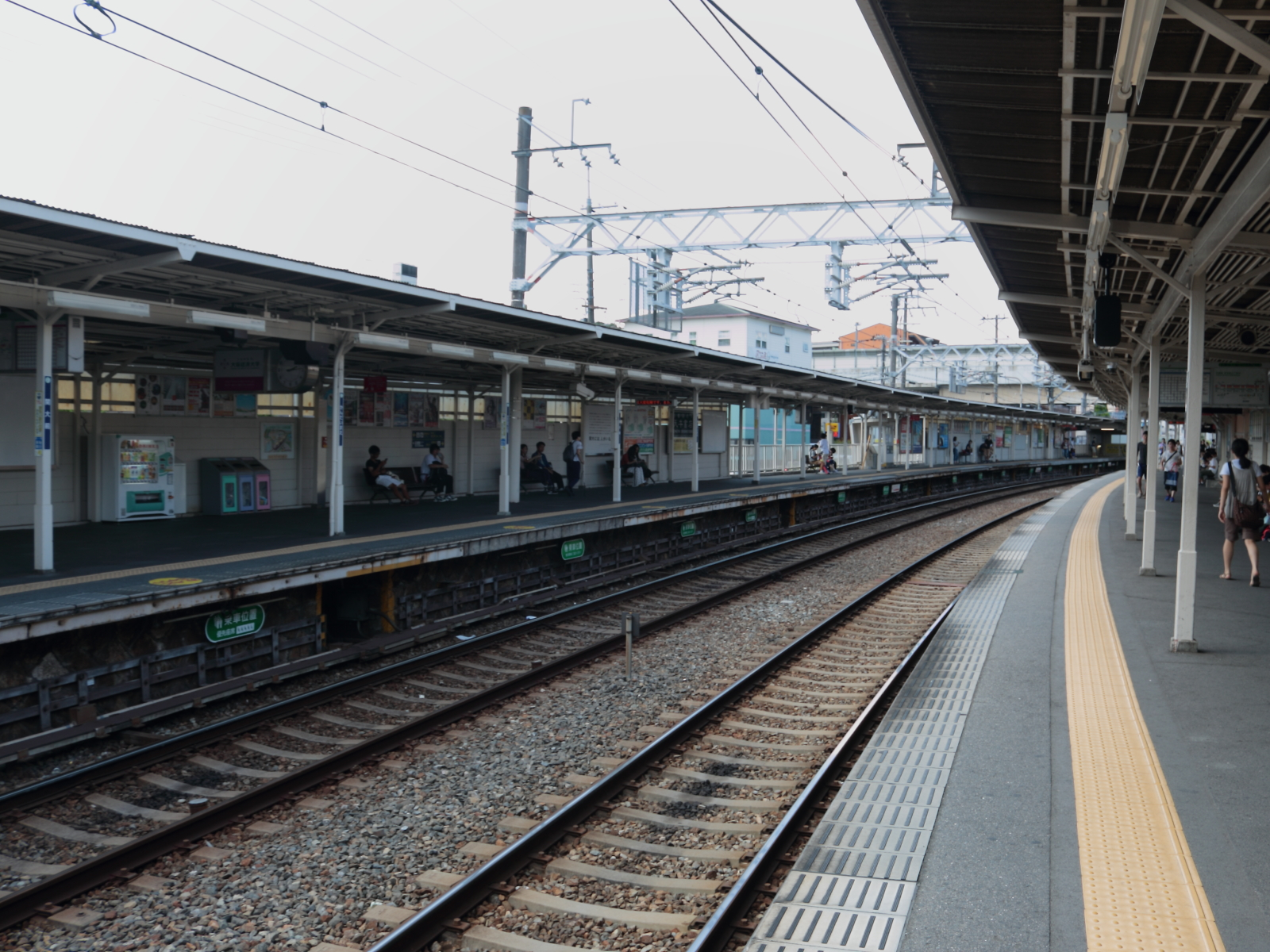
月台(2016年8月)

## 歷史
1964年（昭和39年），本站由花壇町站與大學前站統合，設置在兩舊站中間。花壇町站當初開業時，為北大阪電氣鐵道開設的千里山花壇（之後的千里山遊園）的最近車站，戰後，遊樂園關閉，土地轉給關西大學第一中學校・高等學校，乘客類型也從遊客慢慢轉變成學生。
- 1921年（大正10年）10月26日 - 北大阪電氣鐵道的豐津站 - 千里山站間延伸，同時花壇前站開業[2][3]。
- 1922年（大正11年）4月17日 - 花壇前站 - 千里山站間設置大學前站[3]。
- 1923年（大正12年）4月1日 - 路線讓渡，兩站皆成為新京阪鐵道（日语：新京阪鉄道）的車站[2]。
- 1930年（昭和5年）9月15日 - 公司合併，兩站皆成為京阪電氣鐵道千里山線的車站[2]。
- 1938年（昭和13年）9月15日 - 花壇前站改名為千里山遊園站[3]。
- 1943年（昭和18年）
  - 10月1日 - 公司合併，兩站皆成為京阪神急行電鐵（1973年改名為阪急電鐵）的車站[2]。
  - 12月1日 - 千里山遊園站改名為千里山厚生園站[3]。
- 1946年（昭和21年）4月7日 - 千里山厚生園站再次改名為千里山遊園站[3]。
- 1950年（昭和25年）8月1日 - 千里山遊園站改名為女子學院前站[3]。
- 1951年（昭和26年）4月1日 - 女子學院前站改名為花壇町站[3]。
- 1964年（昭和39年）4月10日 - 花壇町站和大學前站廢止，關大前站開業[2]
- 1967年（昭和42年）3月1日 - 千里山線改稱為千里線[2]。

## 車站構造
本站為側式月台2面2線的地面車站，驗票口位於南北地下各1處。關西大學的第1、3學舍從北側，第2、4學舍從南側出去較近，站内也設有往校區的電扶梯。北改札口有站務員配置。名神高速公路通過本站的上方。

### 月台配置
| 月台 | 路線   | 方向 | 目的地                                            |
| ---- | ------ | ---- | ------------------------------------------------- |
| 1    | 千里線 | 上行 | 往 北千里、山田                                   |
| 2    | 千里線 | 下行 | 往 大阪梅田、天下茶屋、京都河原町、神戶三宮、寶塚 |

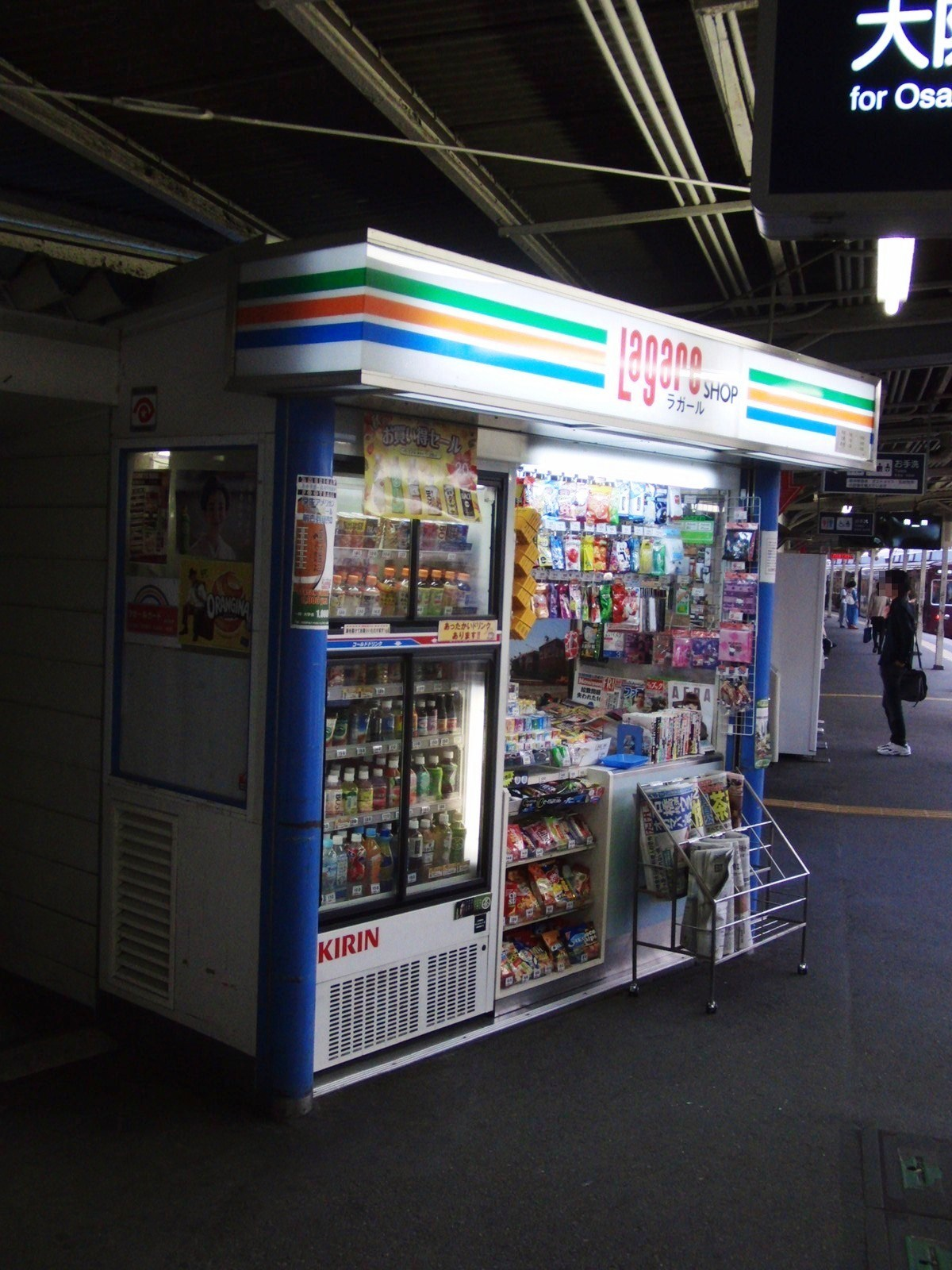
車站的Lagare便利商店
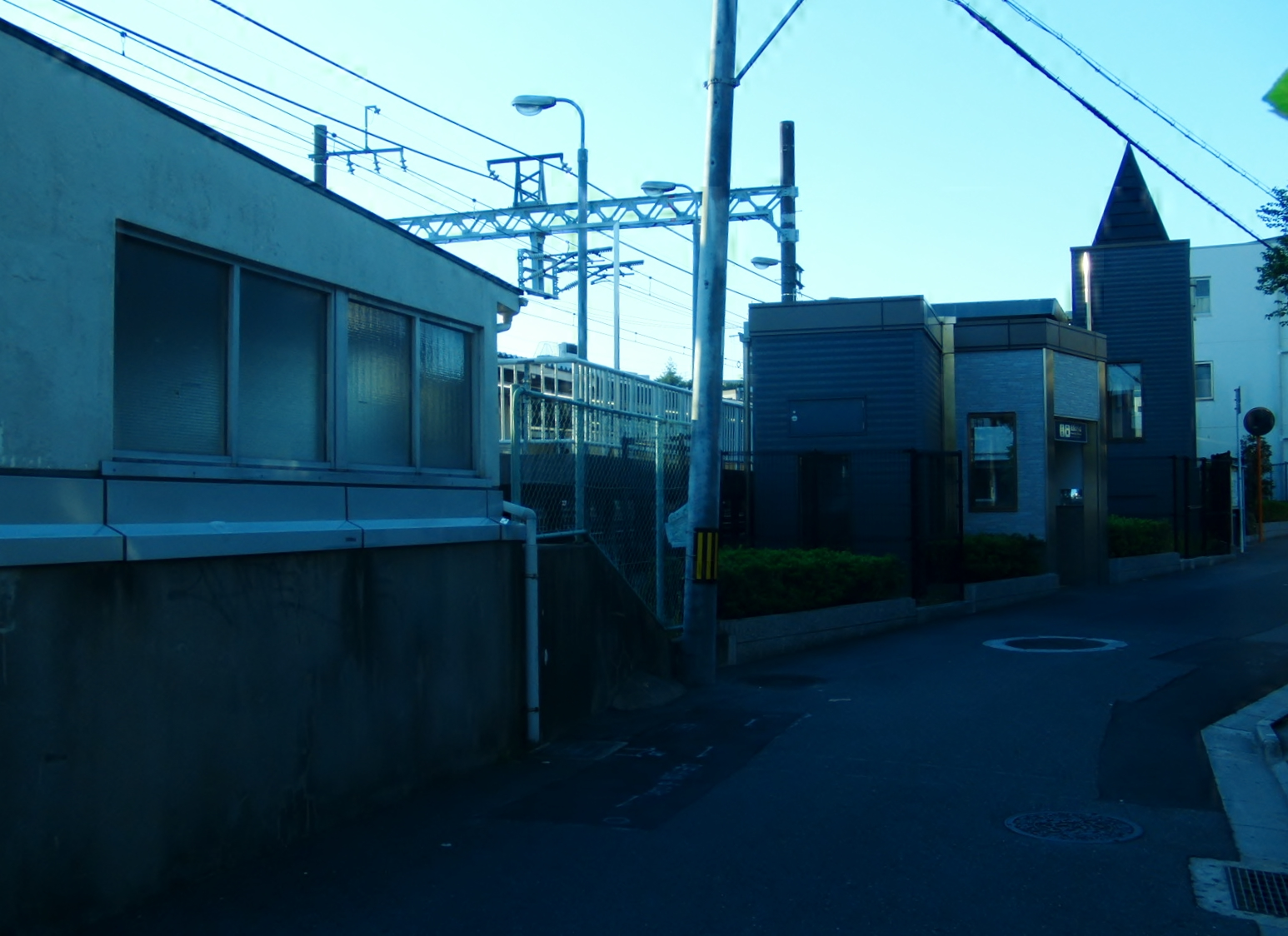
電梯
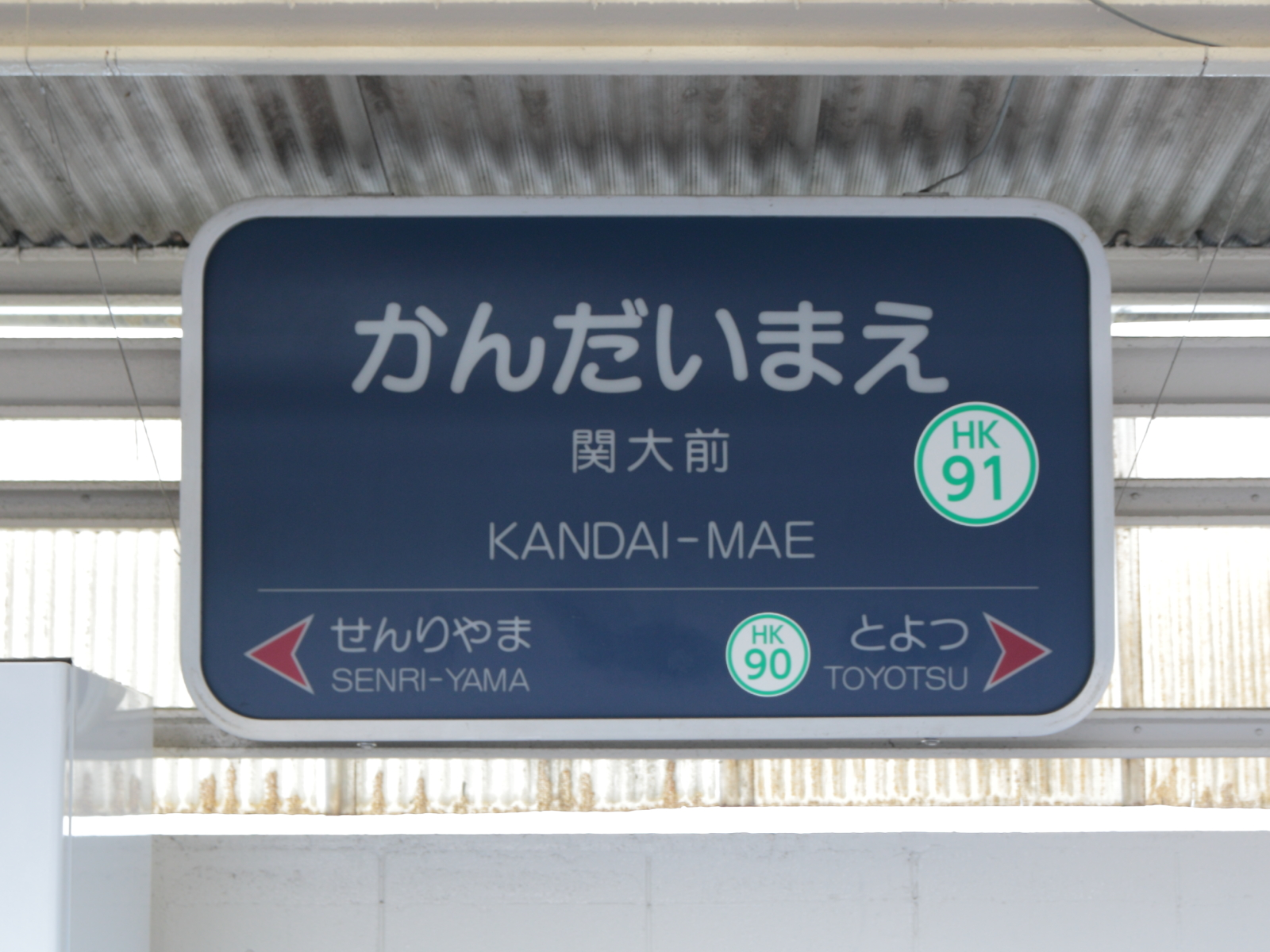
車站站牌
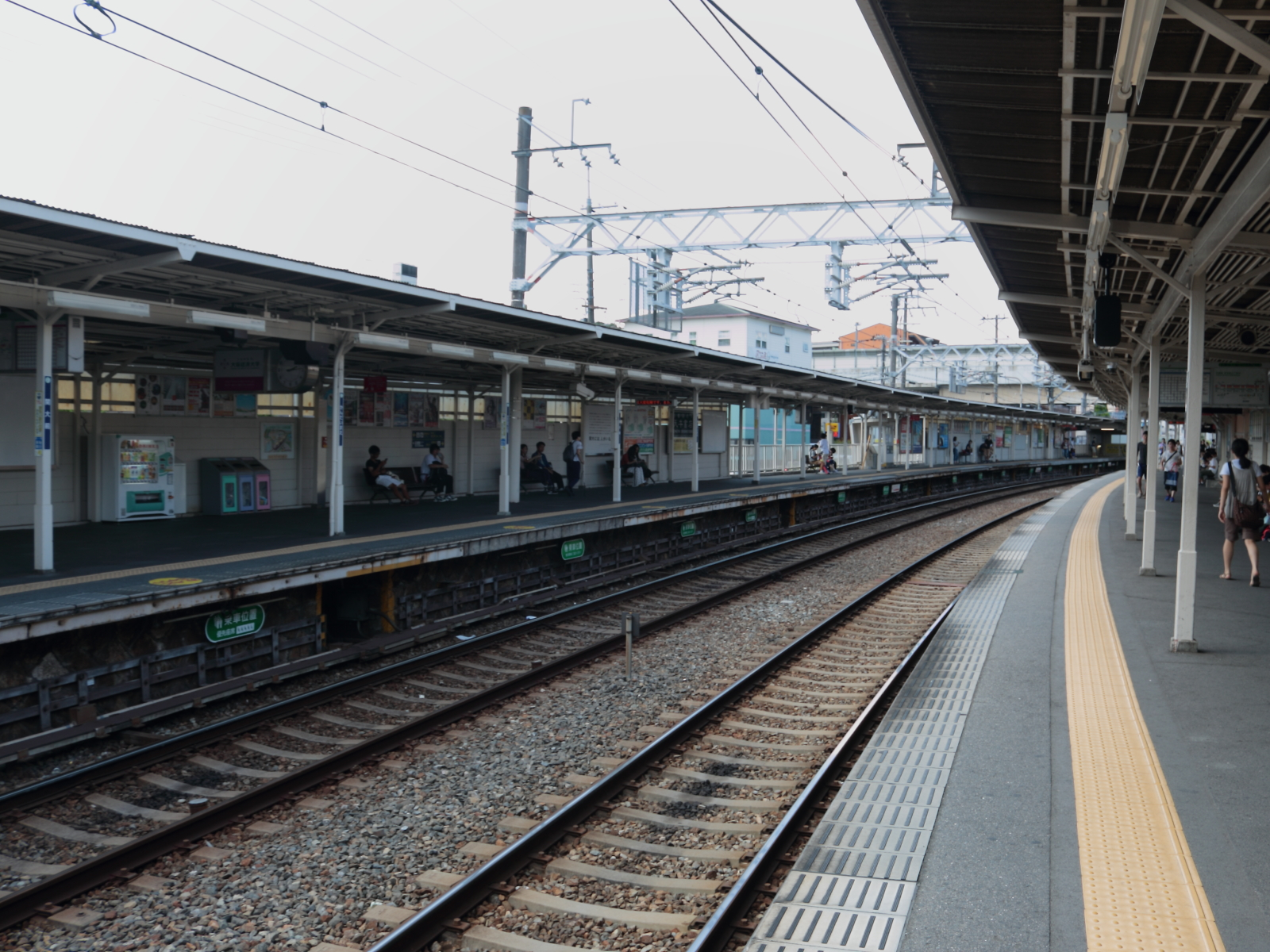
月台

## 使用情況
- 2019年（令和元年）度特定日1日的上下車人次為40,302人（上車人次：20,284人，下車人次：20,018人）。
  - 如站名所示，關西大學的學生及教職員、關西大學第一中學校、高等學校的學生常於本站搭車，上下課時間車站會變得非常擁擠。此外，大學有時會被借用作為資格考試或模擬考試的考場，車站混雜時，下行線月台外側會設置臨時售票口。
- 特定日1日的上下車、上車人次如下表。

| 年度               | 特定日     | 特定日   | 來源   |
| 年度               | 上下車人次 | 上車人次 | 來源   |
| ------------------ | ---------- | -------- | ------ |
| 1995年（平成07年） | 18,483     | 8,909    | [ 4 ]  |
| 1996年（平成08年） | 35,803     | 17,127   | [ 5 ]  |
| 1997年（平成09年） | 37,473     | 18,052   | [ 6 ]  |
| 1998年（平成10年） | 38,809     | 18,649   | [ 7 ]  |
| 1999年（平成11年） | -          | -        | [ 8 ]  |
| 2000年（平成12年） | 34,508     | 17,770   | [ 9 ]  |
| 2001年（平成13年） | 41,290     | 20,972   | [ 10 ] |
| 2002年（平成14年） | 40,195     | 20,448   | [ 11 ] |
| 2003年（平成15年） | 39,654     | 19,914   | [ 12 ] |
| 2004年（平成16年） | 35,210     | 15,581   | [ 13 ] |
| 2005年（平成17年） | 38,344     | 19,219   | [ 14 ] |
| 2006年（平成18年） | 37,621     | 18,891   | [ 15 ] |
| 2007年（平成19年） | 39,159     | 19,637   | [ 16 ] |
| 2008年（平成20年） | 39,879     | 19,867   | [ 17 ] |
| 2009年（平成21年） | 38,863     | 19,109   | [ 18 ] |
| 2010年（平成22年） | 38,029     | 18,350   | [ 19 ] |
| 2011年（平成23年） | 37,571     | 17,831   | [ 20 ] |
| 2012年（平成24年） | 37,746     | 17,771   | [ 21 ] |
| 2013年（平成25年） | 33,806     | 15,985   | [ 22 ] |
| 2014年（平成26年） | 33,506     | 15,682   | [ 23 ] |
| 2015年（平成27年） | 38,241     | 17,660   | [ 24 ] |
| 2016年（平成28年） | 38,403     | 17,837   | [ 25 ] |
| 2017年（平成29年） | 37,939     | 17,485   | [ 26 ] |
| 2018年（平成30年） | 35,691     | 15,995   | [ 27 ] |
| 2019年（令和元年） | 40,302     | 20,284   | [ 28 ] |

## 車站周邊
- 關西大學千里山校區 - 車站東口到大學正門一帶被稱作「關大前通」[29]，有許多飲食店、便利商店、卡拉OK、不動產仲介等，為關西有名的學生街。
- 關西大學第一中學校・高等學校
- 關西大學幼稚園
- 吹田市立第一中學校
- 吹田千里山西郵局

## 相鄰車站
阪急電鐵
 千里線
豐津（HK-90）－關大前（HK-91）－千里山（HK-92）

## 外部連結
- 關大前站（阪急電鐵） （页面存档备份，存于）